# Constitución del Estado de Honduras de 1839
La Constitución Política del Estado de Honduras de 1839 se promulgó por una Asamblea Nacional Constituyente el 11 de enero de 1839, dejando derogada a la Constitución de 1825. En esta se declara a Honduras «libre e independiente» y el encargado del Poder Ejecutivo pasa a tener el título de presidente, sustituyendo al de jefe de Estado. 
A mediados de 1838, la Federación Centroamericana se declaró disuelta, y sus Estados fueron reconocidos como «soberanos, libres e independientes». Por ello, el 16 de junio de 1838 la Asamblea (el Poder Legislativo) se pronunció a favor de la separación y ordenó mediante decreto que los once departamentos en los que se dividía el Estado eligieran a dos diputados propietarios y un suplente, que debían concurrir en la capital, Comayagua, el 30 de agosto, para conforma una Asamblea Constituyente que debía iniciar reuniones el 1 de septiembre. El decreto fue sancionado por el entonces jefe de Estado Justo José de Herrera el 30 de junio. 

## Asamblea Constituyente
La Asamblea Constituyente se instaló el 9 de octubre de 1838 e inició sus funciones al día siguiente. Asumió el Poder Legislativo disolviendo a la Asamblea ordinaria y declaró que sus resoluciones no necesitarían la sanción del Consejo de Representantes —órgano creado por la constitución de 1825.
El 26 de octubre, la Asamblea Constituyente declaró a Honduras mediante decreto un Estado «libre, soberano e independiente», y con otro decreto del 5 de noviembre reiteró que Honduras «es independiente del antiguo gobierno federal, del de los demás estados y de todo otro gobierno o potencia extranjera.» La nueva constitución se promulgó el 11 de enero de 1839; fue sancionada por Juan Francisco de Molina —quien dos días antes fue nombrado ministro encargado de la Jefatura de Estado por la Asamblea— y firmada por los siguientes representantes de los departamentos:
1. Juan Lindo, diputado por Gracias (presidente)
2. Dionisio de Herrera, diputado Por Nacaome (vicepresidente)
3. Mariano Castejón, diputado por Santa Bárbara
4. José María Arriaga, diputado por Santa Bárbara
5. J. Santiago Bueso, diputado por Olancho
6. Encarnación Nieto, diputado por Gracias
7. Francisco X. Guell, diputado por la Ciudad de Nacaome
8. Jacobo Rosa, diputado por Tegucigalpa
9. Joaquín Rodríguez, diputado por Trujillo
10. Lucas Ríos, diputado suplente por Yoro
11. Manuel Emigdio Vásquez, diputado por Tegucigalpa
12. Monico Buezo, diputado por Yoro
13. Zenón Bustillo, diputado por Olancho
14. Liberato Moncada, diputado por Cantarranas
15. Mariano Garrico, diputado por Comayagua
16. Francisco Aguilar, diputado por Comayagua, (secretario)
17. Juan Ignacio Vega, diputado por Cantarranas (secretario)

## Contenido
La constitución de 1839, estaba compuesta por 129 artículos, y organizada en 19 secciones:
Preámbulo:
Nosotros, los Representantes del pueblo de Honduras, reunidos en Asamblea Constituyente, competentemente autorizados para formar el pacto social de los hondureños, invocando el auxilio de Dios Autor y Supremo Legislador de las sociedades, deseando fijar de una manera estable la felicidad y prosperidad de nuestros comitentes, asegurar los derechos que se han reservado y establecer las obligaciones que han contraído; decretamos y sancionamos la siguiente Constitución Política del Estado de Honduras.
Sección I. Del Estado de Honduras, de sus derechos y obligaciones
Sección II. Del territorio del Estado
Sección III. De los hondureños, de sus deberes y derechos
Sección IV. De la ciudadanía
Sección V. Del Gobierno del Estado, y de la religión
Sección VI. Del Poder Legislativo
Sección VII. De la formación de la ley, y de su sanción
Sección VIII. Del Poder Ejecutivo
Sección IX. Del Poder Judicial
Sección X. De la administración de Justicia en lo civil
Sección XI. De la administración de justicia en lo criminal
Sección XII. Del Gobierno político de los departamentos
Sección XIII. De las diputaciones departamentales
Sección XIV. Del Gobierno interior político de cada Pueblo
Sección XV. De las elecciones
Sección XVI. De la Hacienda pública
Sección XVII. De la responsabilidad de los funcionarios públicos
Sección XVIII. De las garantías
Sección XIX. Del modo en que se han de hacer las reformas a esta Constitución
En esta Constitución se declara a Honduras «libre e independiente», pero se establece la posibilidad de que vuelva a ser un Estado federado de Centro América, si lo pacta con los demás estados (art. 2). Se declara al gobierno «republicano, representativo y popular» y los poderes Legislativo, Ejecutivo y Judicial pasan a estar conformados respectivamente por una Cámara de Representantes, un presidente, y una Corte Superior de Justicia, más sus tribunales inferiores. Se reitera la religión católica como oficial, aunque ahora protegiendo a las demás que llegaran a establecerse al país. 
Para ser representante se establece una edad mínima de 25 años y ser ciudadano por 7 años. Ningún representante podía ser empleado por el gobierno antes de 6 meses de abandonado el cargo. Sólo los representantes podían proponer proyectos de ley, y la Cámara no podía legislar con menos de siete representantes. La Cámara escogía además a 3 suplentes para el presidente, entre los candidatos presidenciales con más votos.
Para ser Presidente se requería ser centroamericano de origen, tener los 30 años cumplidos, ser ciudadano los siete años inmediatos a su elección y ser del estado seglar. Su periodo de mandato era de dos años con posibilidad a una sola reelección. Las elecciones pasan a ser directas y generales, celebrándose el primer domingo de agosto.
Se creaban 3 Ministerios: de relación, de guerra, y de hacienda, cuyos ministros serían propuestos por el presidente y escogidos por la Cámara. Las condiciones para ser ministros eran las mismas que las del Presidente, y este debía consultarle a sus 3 ministros reunidos ciertas decisiones (art. 49). Si el presidente cesaba de sus funciones, el poder recaía en los 3 ministros del despacho mientras la Cámara sorteaba a su sucesor entre los 3 suplentes. Los ministros no podían ejercer el poder por más de 90 días. Igualmente desempeñarían los ministros el Poder Ejecutivo por impedimento del presidente que no pasara de un mes.
La Corte Superior de Justicia se compondría de siete magistrados independientemente cual fuera la división política del país, nombrándose un propietario y un suplente en cada departamento directamente por los pueblos, y la misma Corte nombraba a su presidente y fiscal. Se dividía en dos salas de apelaciones, una de lo civil, otra para lo criminal y otra de súplica. Para ser miembro de la Corte se requería haber cumplido los 30 años y haber sido ciudadano por 7 años.
El territorio se definió como «aquel que en tiempo del Gobierno Español se ha conocido con el nombre de provincia», señalando por primera vez sus límites (art. 4), y se mantuvo la división departamental. Igual que en la constitución anterior, eran ciudadanos los mayores de 18 años, pero ahora debían tener «renta, oficio, o modo de vivir conocido». La ciudadanía se perdía por admitir empleo, renta o distintivo de otro gobierno, excepto los de Centroamérica. Los derechos y garantías eran las mismas que en las constituciones anteriores, y además se consagraba el principio de anualidad por el presupuesto de gastos.
Había un Tribunal Superior de Cuentas y una Administración General de Hacienda. En cada departamento habría un jefe político nombrado por el presidente y una Tesorería, y habría una municipalidad en cada cabecera de parroquia y en pueblos de más de 500 habitantes o 100 casas.

## Nota
1. ↑  Artículo 6. En este caso el antecedente del recurso de casación, usado en la actualidad.